# 자오쥔옌
자오쥔옌(중국어: 焦俊艳, 병음: Jiāo Jùnyàn, 한자음: 초준염, 1987년 5월 6일 ~ )은 중화인민공화국의 배우이다. 안후이성 마안산시에서 태어났다.

## 방송
- 통천적인걸
- 법의진명
- 우견왕력천
- 청춘집결호
- 청년의생

## 영화
- 요령령 (2017년)
- 우견왕력천 (2016년)
- 육요지마리 (2016년)
- 청춘집결호 (2015년)
- 분신사바 3 (2014년)